# Conescharellina magniarmata
Conescharellina magniarmata is een mosdiertjessoort uit de familie van de Conescharellinidae. De wetenschappelijke naam van de soort is, als Bipora magniarmata, voor het eerst geldig gepubliceerd in 1909 door Maplestone.